# Procanthia distanti
Procanthia distanti là một loài bướm đêm thuộc phân họ Arctiinae, họ Erebidae.